# 下卡缅卡农村居民点
下卡缅卡农村居民点（俄语：Нижнекаменское сельское поселение）是俄罗斯联邦沃罗涅日州塔洛瓦亚区所属的一个农村居民点。其下辖有19个居民点，行政中心为下卡缅卡。据2016年统计，该农村居民点的人口为2079人。